# Oswald Helmuth Göhring
Oswald Helmuth Göhring var en tysk kemist och tillsammans med den dåvarande docenten Kasimir Fajans den förste som detekterade protaktinium (som de då kallade brevium på grund av den korta halveringstiden hos 234Pa) under Göhrings doktorandtid. Han försvarade året därpå avhandlingen Über das neue Element Brevium und Versuche zur Auffindung seiner Isotopen (Om det nya grundämnet Brevium och försök att identifiera dess isotoper) vid Technische Hochschule zu Fridericiana i Karlsruhe.
Ett vanligt förekommande fel är att Göhring omnämns som Otto Helmuth eller bara Otto H. vilket möjligen beror på förväxling med Otto Hahn, som hittade den betydligt mer långlivade isotopen 231Pa och bidrog till grundämnets namngivning.